# Kabelprovare

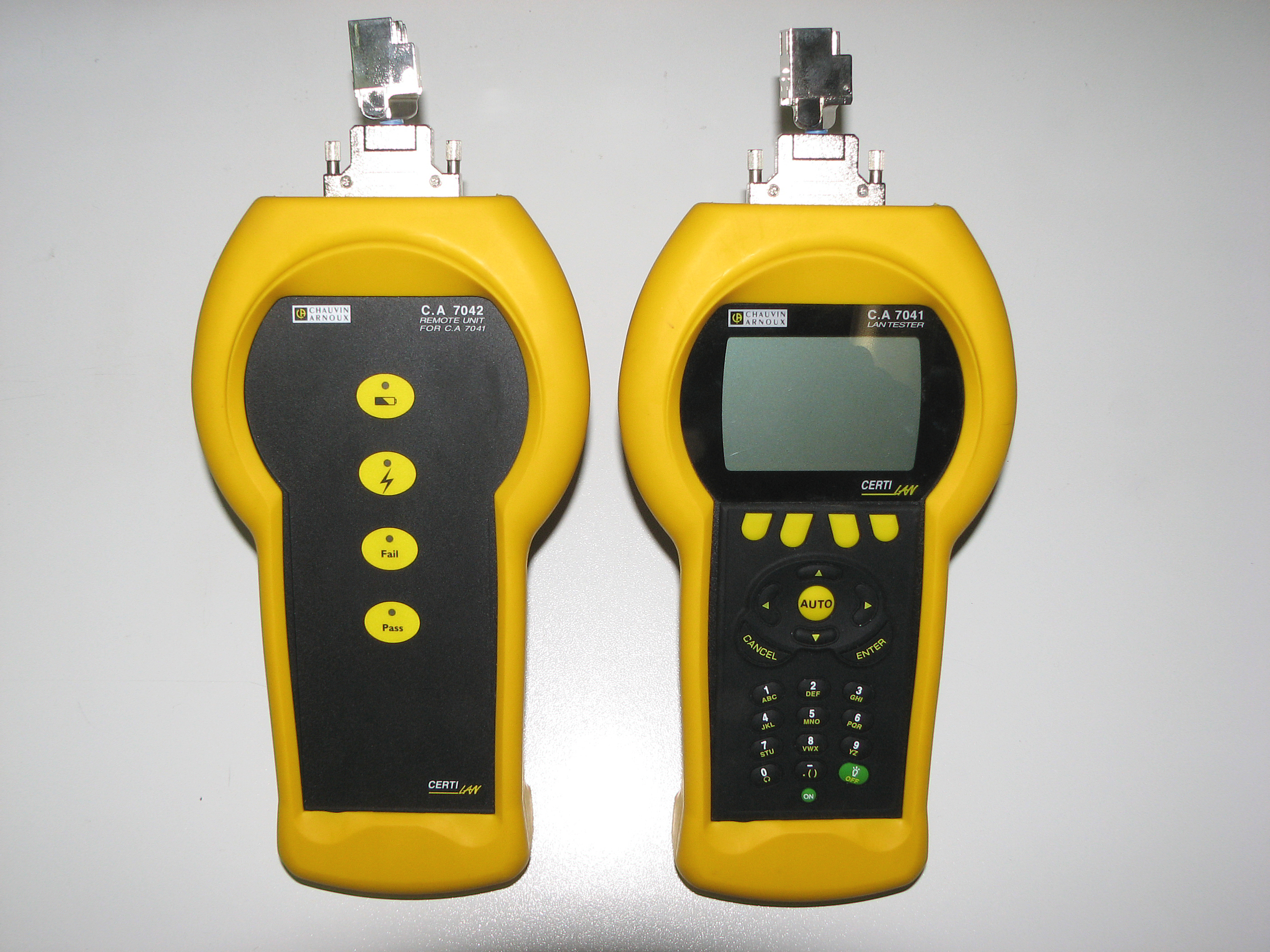
Kabelprovare

Kabelprovare är ett mätdon för kontroll av att en elkabel är i god kondition, det vill säga att alla ledningar är hela och inga kortslutningar mellan ledningarna i kabeln finns. 
Kabelprovare kan även kontrollera kontakter.
Mer avancerade kabelprovare kan kontrollera värdet på den elektriska resistansen, impedansen och kapacitansen och tillåta kontroll att dessa värden är acceptabla.